# Бродњица
Бродњица (пољ. Brodnica) град је у Пољској у кујавско-поморском војводству, седиште повјата. У граду живи 27.731 становника (1.1. 2010).

## Историја
Први подаци о граду Бродњица потичу из 29. септембра 1298. године. Око града 1320. су почели да се зидају двоструки бедеми који су завршени заједно са главним капијама 1370. године. Крсташки замак на том терену је највероватније отпочео да се гради 1305, а прва фаза изгрдње је завршена 1339. године. Године 1380. саграђена је болница и црква светог духа, а крајем века и трг. 1414. је овде потписано пољско-тевтонско примирје, чиме је окончан Рат глади. Град је уништен у пожарима 1553. и 1661. године. Године 1440. град је био један од оснивача Пруске конфедерације, која се супротстављала тевтонској власти, и на чији је захтев краљ Казимир IV Јагелон 1454. поново инкорпорирао територију Краљевини Пољској. У мају 1454. град заклео се на верност пољском краљу у Торуњу. Након завршетка Тринаестогодишњег рата, Тевтонски витезови су се одрекли права на град и признали га као део Пољске. Постао је краљевски град пољске круне, Од 1772. године Бродњица се налазила у границама Пруске, између 1806. и 1815. припадала је Варшавском војводству, потом опет Пруској. Бродњица је постала саставни део Пољске од 1920. године по Версајском уговору.
Током окупације Пољске (Други светски рат), 1939. године, Немци су извршили масовна хапшења локалних Пољака, који су касније убијени на том подручју или депортовани у нацистичке концентрационе логоре. Неки од ових Пољака су убијени у Скрвилну између 15. октобра и 15. новембра 1939. и у Бжезинкију у октобру 1939. године. Директор гимназије Клеменс Малицки био је међу пољским директорима и наставницима убијеним у концентрационом логору Оранијенбург у оквиру Интелигенцакцион Померн. Током 1940–1941. Немци су извршили протеривање Пољака, чији су домови, продавнице и радионице потом предати немачким колонистима. За време окупације у граду је деловао казнени логор Ајнзацгрупе, а Немци су 1944. године основали и подлогор концентрационог логора Штутхоф, намењен за затворенице.

## Демографија
| 2010.  | 2021.  |
| ------ | ------ |
| 27.731 | 28.536 |

## Атракције
- Црква свете катарине у готском стили, грађена од 1285. око 1370
- остаци крсташког замка који је настао почетком XIV века
- фрагменти трга из XIV века.
- фрагменти средњовековних градских бедема из XIV и XV века

## Индустрија
У граду је развијена аутомобилска индустрија. Развијена је и прехрамбена индустрија (Фабрика Желатина, индустрија меса Polmeat, млекара Bromilk...), текстилна индустрија. Дрвена и индустрија намештаја су тек у повоју а развија се и индустрија папира.

## Саобраћај
Кроз град пролази пут Торуњ-Олштин. Град је повезан и са Рипином, Јаблоновом Поморским и Лидзбарком. Железницом је повезан са Груђадзом, Ђалдовом, Бидгошчом и Ласковицама Поморским.

## Спорт
Спортске екипе у граду су фудбалски клуб Спарта Бродњица, рукометни клуб МКС Бродњица, Карате клуб Шотокан Бродњица, Аикидо клуб Бродњичка академија аикидоа, боксерски клуб Боксерски Гладијатор Бродњица, и ММА борилачки тим ММА Бродњица.

## Партнерски градови
- Штрасбург
- Броруп
- Кјејдани
- Кристинехамн